# Peddamandyam
Peddamandyam là một mandal thuộc huyện Chittoor, bang Andhra Pradesh.